# Імператорська печатка Китаю
Імператорська печатка Китаю, або Спадкова печатка царств (кит. трад.: 傳國璽; піньїнь: chuán guó xǐ) — китайська нефритова печатка, вирізана з знаменитого каменю Хе Ши Бі.

## Створення
Печатка була створена в 221 році до н. е., коли Цінь Ши Хуан-ді розгромив залишки Воюючих Царств і об'єднав Китай під владою династії Цінь. Хе Ши Бі був знаменитим нефритовим диском, який раніше належав князівству Чжао. Отримавши його в свої руки, новий Імператор Китаю наказав зробити з нього Імператорську печатку. Головний радник Лі Си написав, а майстер Сунь Шоу вирізав на ній слова: «По мандату небес, нехай (імператор) живе довго і щасливо».(受命於天，既壽永昌).

## Боротьба за печатку
Після смерті другого імператора Китаю з династії Цінь, вона перейшла від Цзиїна до нового імператора династії Хань, і з тих пір іменувалася як «Спадкова печатка царства Хань». До моменту занепаду Західної династії Хань Ван Ман, новий правитель змусив імператрицю-регентшу передати йому печатку. У люті імператриця жбурнула печатку на землю, в результаті чого від каменя відколовся один кут. Пізніше Ван Ман наказав відреставрувати печатку за допомогою золотої вставки.
Печатка переходила від династії до династії. Її розглядали як ознаку влади, що символізує Небесний мандат. У часи політичної смути, наприклад, в період Триецарювання, печатка ставала об'єктом суперництва і через неї постійно виникали збройні конфлікти. Князь, якому вона потрапляла в руки, оголошував себе істинним правителем. За часів реставрації династії Хань в III столітті н. е., полководець Сунь Цзянь знайшов Імператорську печатку Китаю на тілі придворного слуги, який вчинив самогубство, кинувшись в колодязь. Син полководця Сунь Це віддав печатку Юань Шу в обмін на 3000 солдатів, яких він використовував, щоб заснувати царство У. Коли Юань Шу був розгромлений, печатка потрапила в руки Цао Цао, чий син Цао Пі проголосив царство Вей законним спадкоємцем Хань і оголосив правителів Шу Хань і У поза законом.

## Втрата
Печатка пережила династії Вей, Цзінь, період шістнадцяти варварських держав, династію Суй і династію Тан, але була втрачена в Період п'яти династій і десяти держав (907—960 рр.).
Існують декілька версій, що пояснюють її втрату:
1. Наприкінці правління династії Тан, коли останній імператор, Ай-ді, відмовився від престолу.
2. У 946 році, коли імператор Тайцзун (династія Ляо) взяв у полон останнього Імператора держави Цзінь.
3. Печатка потрапила в руки імператорів династії Юань. Коли війська Чжу Юаньчжан захопили столицю Юань в 1369, загарбники змогли роздобути тільки одну з 11 особистих печаток імператорів Юань. Спадкова печатка царств не була знайдена. У 1370 році війська вторглися в Монголію і захопили частину скарбів, вивезених туди імператором Юань. Але й серед цих багатств печатки не виявилося.

У кожному разі печатка була втрачена на початку царювання династії Мін, таким чином ні вона, ні династія Цін не мали Спадкової Печатки. Цим, зокрема, пояснюється пристрасть імператорів Цин до створення численних імператорських печаток, що було покликане знизити значення історичної Спадкової Печатки.

## Новий час
З часів приходу до влади династії Цін кілька печаток були оголошені втраченою Спадковою печаткою. Одна з них навіть зберігалася в Забороненому місті разом з іншими імператорськими печатками, створеними до царювання імператора Цяньлун. Однак експерти [хто?] вважають, що мова все-таки йде про підробку або про особисті печатках імператорів, але ніяк не про знамениту Імператорську Печатку Китаю.